# Raymond Washington
Raymond Lee Washington (* 14. August 1953 in Los Angeles; † 9. August 1979) war der Gründer der Crips, einer US-amerikanischen Straßengang.

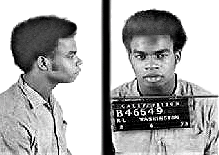
Polizeifoto von Washington (1974)

## Jugend
Washington wurde am 14. August 1953 in Los Angeles, Kalifornien geboren und war der jüngste der vier Söhne von Violet Samuel und Reginald Washington. Seine Eltern ließen sich scheiden, als er zwei Jahre alt war.
Als Jugendlicher hatte Washington oft Probleme mit der Polizei von Los Angeles wegen Körperverletzung.

## Gründung der Crips
1969 gründete Washington als Sechzehnjähriger mit Jugendlichen aus der Nachbarschaft eine Gang mit dem Namen „Hoover Crips“. Die Gang wollte eine Gang älterer Jugendlicher, die „Avenue Boys“, nachahmen. Die Gang wurde später in „Avenue Crips“ umbenannt. Washington war der beste Kämpfer der „Avenue Crips“. Später wurde die Gang erneut umbenannt in „Crips“. Washington hatte sich mit seiner Vorgeschichte eine Menge Feinde gemacht.

## Tod
Am 9. August 1979, kurz vor seinem 26. Geburtstag, wurde Raymond Lee Washington in South Central Los Angeles bei einem Drive-by angeschossen. Er wurde ins Morningside Krankenhaus gebracht, wo er, während er behandelt wurde, seinen Verletzungen erlag.
Zeugen zufolge hatte Washington an einer Straßenecke gestanden, als ein Auto mit unbekannten Personen auftauchte, die ihn zu sich riefen. Nach einem kurzen Gespräch schoss ihm der Beifahrer in den Bauch. Die Polizei wie seine Hinterbliebenen waren sich sicher, dass Raymond seine Mörder kannte, da er nicht zu einem Fahrzeug mit Unbekannten gegangen wäre. Niemand wurde verhaftet, und die Tat ist bis heute nicht aufgeklärt.